# Teddy züchtet Notkartoffeln
Teddy züchtet Notkartoffeln ist eine deutsche Filmkomödie in zwei Akten aus dem Jahr 1915. Sie entstand innerhalb der Stummfilmreihe Teddy. Hauptdarsteller ist Paul Heidemann.

## Handlung
Teddy liest in der Zeitung, dass jeder deutsche Patriot Kartoffeln züchten müsse, um der „Aushungerungspolitik“ der Engländer entgegenzutreten. Er beginnt nun mit der Notkartoffel-Züchtung, was zu einigen humorvollen Situationen führt.

## Hintergrund
Produziert wurde er von Teddy Film. Er wurde in Hamburg mit einem Jugendverbot belegt (Nr. 5304).

## Kritik
Die Kritik bezeichnete Teddy züchtet Notkartoffeln als Film, „der sicherlich gerade in diesen Tagen den Beifall des Kinopublikums finden wird.“